# Symmaque ben Joseph
Pour les articles homonymes, voir Symmaque.
Symmaque ben Joseph (hébreu : סומכוס בן יוסף Soumakhos ben Yossef), désigné dans la littérature rabbinique classique par son seul prénom, Soumakhos lu Soumkhous, est un docteur de la Mishna de la cinquième génération (IIe siècle). Natif de la terre d’Israël, il étudie principalement auprès de Rabbi Meïr dont il transmet les enseignements (notamment dans la Mishna des traités Erouvin, Houlin, Baba Kamma et Baba Metzia) et hérite la puissance dialectique, puisque Rabbi Abbahou enseigne au nom de Rabbi Yohanan que :

« Rabbi Meïr avait un disciple dont le nom était Symmaque qui était capable de donner pour chaque règle d’impureté rituelle quarante-huit raisons pour son impureté et pour chaque règle de pureté rituelle quarante-huit raisons pour sa pureté (T.B. Erouvin 13b) »

Les mentions talmudiques de Symmaque font ressortir l'image d'un savant tenu en haute estime tant par ses pairs que par ses maîtres et Rabbi Nathan le considère si proche de Rabbi Meïr qu’il l’interroge sur les enseignements de Rabbi Yehochoua tels que les lui a transmis son maître (T.B. Ketoubot 52a). À la mort de ce dernier, il se fera accepter à l'académie de Rabbi Yehouda alors que celui-ci se méfiait généralement des disciples de Rabbi Meïr, qu'il considérait « vexants » (T.B. Nazir 49b).
Le Talmud conserve aussi certaines opinions formulées par Symmaque, la plus célèbre étant mamon hamoutal bessafek holkim (« un capital sur lequel plane un doute [quant à l’identité de son propriétaire véritable], on le partage ») qui est formulée à l’encontre de l’opinion majoritaire, hamotsi mehavero alav hareaya (« celui qui prend de son prochain, c’est à lui [de fournir] la preuve [de ses assertions sur le bien-fondé de sa propriété] »). L’opinion de Symmaque sera discutée et débattue par les rabbins mais ne sera pas adoptée en jurisprudence.